# Miroslav Šulek
Miroslav Šulek est un fondeur slovaque, né le 16 mars 1993 à Zvolen.

## Biographie
Membre du club Jase Latky, il fait ses débuts internationaux lors de la saison 2010-2011, prenant part à la Coupe slave et au Festival olympique de la jeunesse européenne. En 2013, il est sélectionné pour son unique championnat du monde junior à Liberec.
Il fait ses débuts en Coupe du monde en janvier 2016 à Planica sur un sprint. Cet hiver, le Slovaque s'adjuge le classement général de la Coupe slave.
En février 2017, il court aux Championnats du monde à Lahti. Quelques mois plus tard, aux Championnats du monde de roller-ski, il obtient sa seule médaille internationale en remportant le bronze sur le sprint par équipes avec Peter Mlynár.
Aux Jeux olympiques d'hiver de 2018, à Pyeongchang, il se trouve au départ de trois courses individuelles et se classe au mieux 58e sur le sprint classique.
Sa dernière course officielle se solde par une victoire aux Championnats de Slovaquie,  sur trente kilomètres.
Il justifie sa décision de prendre sa retraite sportive du fait du manque de soutien financier de sa fédération et aussi des méthodes d'entraînement.

## Palmarès
| Édition / Épreuve   | Sprint                           | Sprint    | 15 km | 15 km                            | Skiathlon 2 × 15 km | 50 km   | Relais | Relais    |
| Édition / Épreuve   | libre                            | classique | libre | classique                        | Skiathlon 2 × 15 km | 50 km   | Sprint | 4 × 10 km |
| JO 2018 Pyeongchang | Épreuve inexistante à cette date | 58e       | 76e   | Épreuve inexistante à cette date | -                   | Abandon | -      | -         |

Légende :
- : pas d'épreuve
- — : Non disputée par Miroslav Šulek

### Championnats du monde
| Épreuve / Édition   | Sprint | Sprint                           | 15 km                            | 15 km     | Skiathlon 2 × 15 km | 50 km | Relais | Relais    |
| Épreuve / Édition   | libre  | classique                        | libre                            | classique | Skiathlon 2 × 15 km | 50 km | Sprint | 4 × 10 km |
| Mondiaux 2017 Lahti | 62e    | Épreuve inexistante à cette date | Épreuve inexistante à cette date | —         | —                   | —     | 20e    | —         |

### Championnats du monde de rollerski
- Sollefteå 2017 :
  -  Médaille de bronze sur le sprint par équipes.